# Ferrovia sospesa di Memphis
La ferrovia sospesa di Memphis , nota anche come monorotaia di Mud Island è una ferrovia sospesa e monorotaia che collega il centro della città di Memphis con il parco divertimenti di Mud Island, nel Tennessee negli Stati Uniti d'America.

## Storia
Inaugurata il 3 luglio 1982, si trova sotto una passerella sulla laguna del fiume Wolf che si collega alla punta meridionale dell'isola di Mud.
La linea dispone di due vetture sospese costruite in Svizzera, consegnate nell'estate 1981.  Il ponte, lungo 1 700 piedi (520 m) fu aperto ai pedoni il 29 giugno 1981; la monorotaia non fu operativa fino al luglio 1982. Le vetture sono guidate da un cavo esterno di 3 500 piedi (1 100 m), anziché da motori interni.
Le due vetture effettuano la spola simultaneamente avanti e indietro su binari paralleli tra il Front Street Terminal sul lato del centro cittadino e il Mud Island Terminal. Ogni vettura ha una capacità massima di 180 passeggeri e viaggia a 7 mph (11,3 km/h).
Al momento della sua costruzione, la Guardia Costiera degli Stati Uniti dichiarò che il ponte proposto avrebbe dovuto avere lo stesso spazio libero del ponte Hernando de Soto, poiché si estendeva su un corso d'acqua pubblico utilizzato a fini commerciali.
 Ciò ha comportato la costruzione del ponte alla sua altezza attuale.
La monorotaia è stata chiusa a tempo indeterminato il 6 luglio 2018. Si apre occasionalmente per eventi speciali.events.

## Incidenti
Il 19 giugno 1994, una studentessa di 19 anni dell'Università di Memphis, Shellie M. McKnight, cadde mentre puliva i finestrini esterni di una delle carrozze e morì. La caduta da 26 piedi (7,9 m) venne dichiarata accidentale dalla polizia di Memphis. La sua famiglia ha perso la causa intentata contro la città di Memphis. The 26 ft (7,9 m) fatal fall was ruled accidental by Memphis Police.
Il 29 settembre 2018, sei passeggeri sono rimasti intrappolati in un treno quando si è fermato a metà del percorso. Circa 20 minuti dopo l'arresto iniziale del veicolo, il macchinista ha evacuato il veicolo sul ponte pedonale soprastante. Nessuno coinvolto è rimasto ferito.

## Nella cultura popolare
Nel film del 1993 Il socio, Mitch McDeere, interpretato da Tom Cruise, usa la ferrovia sospesa per scappare dal "Socio" che vuole ucciderlo.